# 湯殿神社 (さいたま市)
湯殿神社（ゆどのじんじゃ）は、埼玉県さいたま市見沼区の神社。

## 歴史
創建年代は不明である。ただ当地は「鷲明神社」の門前集落として発展し、江戸時代初期に風渡野村から「門前村」として分村したことから、その頃に創建されたものと推測される。地名の東門前はこれが由来である。なお鷲明神社は分村後に移転し、現在は風渡野天神社に合祀されている。鷲明神社の移転後に門前村の鎮守として、出羽国の湯殿三所権現から分霊を勧請したという。
「延命院」が別当寺であった。延命院は真言宗の寺院であったが、明治初期の神仏分離により、廃寺に追い込まれた。

## 交通アクセス
- 七里駅より徒歩12分。